# 김신 (배우)
김신(본명: 김베드로, 1984년 3월 11일~ )은 대한민국의 배우, 모델이다.

## 출연작

### 드라마
- 《아임 쏘리 강남구》(2016년, SBS) - 최비서 역
- 《무림학교》(2016년, KBS2)
- 《달콤살벌 패밀리》(2015년, MBC) - 송영일 역
- 《라스트》(2015년, JTBC) - 윤재성 역[3]
- 《달려라 고등어》(2007년, SBS)

### 방송
- 《기적의 오디션》(2011년, SBS)

### 뮤직비디오
- 홍대광 - 너랑[4]
- 이기찬 - 미인
- 베이지 - 그림자